# Leon Meredith
Lewis Leon „Leonard” Meredith (ur. 2 lutego 1882 w St Pancras, zm. 27 stycznia 1930 w Davos) – brytyjski kolarz torowy i szosowy, dwukrotny medalista olimpijski oraz siedmiokrotny złoty medalista torowych mistrzostw świata.

## Kariera
Pierwszy sukces w karierze Leon Meredith osiągnął w 1904 roku, kiedy zwyciężył w wyścigu ze startu zatrzymanego amatorów podczas torowych mistrzostw świata w Londynie. W tej samej konkurencji zdobył jeszcze sześć złotych medali, na: MŚ w Antwerpii (1905), MŚ w Antwerpii (1905), MŚ w Paryżu (1907), MŚ w Lipsku (1908), MŚ w Kopenhadze (1909), MŚ w Rzymie (1911) oraz MŚ w Lipsku (1913). Dzięki temu Leon Meredith jest najbardziej utytułowanym kolarzem w historii rozgrywania tej konkurencji na mistrzostwach świata. W międzyczasie wystartował na igrzyskach olimpijskich w Londynie w 1908 roku, gdzie wspólnie z Benjaminem Jonesem, Clarence’em Kingsburym i Ernestem Payne’em zdobył złoty medal w drużynowym wyścigu na dochodzenie. Na tych samych igrzyskach wystartował jeszcze w trzech konkurencjach: w wyścigu tandemów (odpadł w eliminacjach) i wyścigach na 20 i 100 km (nie ukończył rywalizacji). Na rozgrywanych cztery lata później igrzyskach w Sztokholmie razem z Frederickiem Grubbem, Williamem Hammondem i Charlesem Mossem zdobył srebrny medal w drużynowej jeździe na czas, a indywidualnie zajął czwartą pozycję. W walce o olimpijskie podium lepszy okazał się Amerykanin Carl Schutte. Po przerwie spowodowanej I wojną światową wrócił do kolarstwa. W 1920 roku, w wieku 38 lat, wystąpił na igrzyskach olimpijskich w Antwerpii, gdzie drużyna brytyjska nie ukończyła rywalizacji w drużynowej jeździe na czas, a indywidualnie Meredith był siedemnasty. Ponadto w 1905 roku był mistrzem Wielkiej Brytanii w wyścigu na dystansie 5 mil. W 1924 roku zakończył karierę.
Zmarł na atak serca 27 stycznia 1930 roku, podczas wczasów w szwajcarskim Davos. Miał 47 lat.